# 주재권 구원론 논쟁
주재권 구원론 논쟁 ( Lordship Salvation Controversy ) 은 1980년대에 복음주의 기독교에서 일어난 구원론에 대한 신학적 논쟁이다. 
주재권 구원론이란 그리스도를 구원자로 믿는 것과 그리스도를 주님으로 인정하고 순종하는 것은 함께 가야한다는 주장이다.  이 주장은 무가 은총 신학과의 정반대의 입장으로 여겨졌다.  
이 입장을 주장한 자는 존 F. 맥아더로 '여기서 주님으로 인정한다는 말은 수동적인 의미가 아닌 능동적으로 그리스도께 복종한다는 의미이다'라고 주장하였다. 

## 같이 보기
- 성도의 견인
- 완전 성화교리
- 칭의
- 성결 운동
- 매로우 논쟁